# Soong May-ling
Soong May-ling ou Soong Mei-ling (chinois traditionnel : 宋美齡 ; chinois simplifié : 宋美龄 ; pinyin : Sòng Měilíng ; Wade : Sung Mei-ling), née le 5 mars 1898 et morte le 23 octobre 2003, est l'épouse de Chiang Kaï-shek, ce qui lui a valu d'être d'abord la Première dame de la république de Chine, puis celle de Taïwan. 
Issue d’une famille d’entrepreneurs et de banquiers, fille de Charles Soong et belle-sœur de Sun Yat-sen, elle tient un rôle important dans l'histoire de la Chine pendant l'entre-deux-guerres et la Seconde Guerre mondiale, puis après-guerre à Taïwan. 
Ayant vécu longtemps aux États-Unis, anglophone — ce qui lui vaut en son temps une célébrité médiatique en Occident —, elle assiste efficacement son mari en tant que secrétaire et conseillère, ainsi que comme interprète et ambassadrice auprès des Américains. Elle est aussi connue sous les noms de Madame Chiang Kaï-shek, ou Madame Chiang (en chinois : Jiang furen - 蔣夫人 - en anglais, Madam Chiang). Elle est l'une des trois sœurs Soong, ses sœurs Soong Ai-ling et Song Qingling ayant également tenu des rôles importants dans l'histoire chinoise.

## Jeunesse
Elle naît à Shanghai, quatrième enfant d’un riche couple méthodiste, Charles Soong et Ni Kwei-tseng (倪桂珍). Elle a deux sœurs aînées, Ai-ling et Qingling, un frère aîné Tse-ven et deux frères cadets Ziliang et Zi'an. Comme ses sœurs, elle commence son éducation à l’école anglophone pour filles McTyeire de Shanghai. 
En 1908, elle accompagne aux États-Unis Qingling qui se prépare à entrer au Wesleyan College de Macon, Géorgie. Elles étudient tout d’abord pendant l'été dans une famille de missionnaires à Summit, New Jersey, puis au Piedmont College à Demorest dans l'État de Géorgie. Tandis que Qingling entame sa scolarité, Meiling, trop jeune encore, est logée chez W. N. Ainsworth, le président du collège, où elle reçoit des cours particuliers de deux élèves avancées. 
Plus tard, elle entre au Wesleyan College comme ses deux aînées. Elle n’y reste qu’un an et s’inscrit en 1913 au Wellesley College, Massachusetts, pour être plus près de son frère Ziwen qui étudie à Harvard. Elle y prépare un diplôme de littérature anglaise avec une mineure de philosophie. Selon ses camarades, elle est gaie et vivante et ne dédaigne pas de se laisser courtiser par des étudiants chinois de Boston. Elle avouera plus tard avoir été très sentimentale dans sa jeunesse et sera la seule de sa famille à soutenir ouvertement le mariage de Qingling avec Sun Yat-sen. 
Bonne élève, elle reçoit la distinction Durant (fondateur du collège) réservée aux meilleurs éléments. Diplômée le 18 juin 1917, elle reprend le chemin de la Chine. Elle a passé dix ans en Amérique et dira plus tard qu’à son retour au pays natal, la seule partie asiatique en elle était son visage. Elle doit consacrer du temps à remettre à niveau ses connaissances en langue et littérature chinoises et gardera toujours en anglais l’accent géorgien.

## Mariage
Après son retour à Shanghai, elle assume les fonctions de cadre de la YWCA et de membre de la Commission sur le travail des enfants, tout en menant une brillante vie sociale. Son père meurt en 1918.  

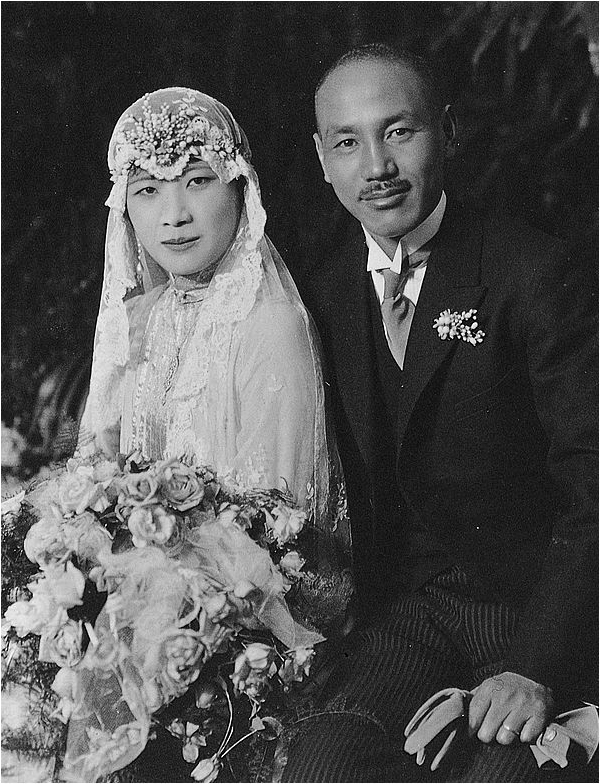
Photographie de mariage prise le 1 12 1927 à Shanghai.

En 1920 elle rencontre Chiang Kaï-shek, militaire ambitieux et partisan de Sun Yat-sen. Son aîné de onze ans, non chrétien, il est marié et lié à deux concubines. Ils se marieront à Shanghai le 1er décembre 1927, après une longue cour et la preuve du divorce d’avec ses épouses précédentes. Il ne se quitteront plus mais n'auront pas d'enfants. Selon Song Meiling, il s’agit purement d’une histoire d’amour, mais la plupart des historiens et biographes qui ne lui sont pas personnellement liés y voient plutôt une tentative de rapprochement entre un chef prometteur et une famille liée au monde de la finance. 
Si la mère et Qingling s’opposent au mariage - la première entre autres en raison de la confession du prétendant - Soong Ai-ling, aînée mariée au banquier H. H. Kung dit « l’homme le plus riche de Chine », aurait été la principale instigatrice du rapprochement. Le désir de Chiang de devenir parent de Sun Yat-sen a également pu jouer. Chen Jieru, femme ou concubine abandonnée en faveur de Song Meiling, prétendra que cette union fut imposée par la famille Song contre le financement de l’expédition du Nord. Après s’être un peu fait tirer l’oreille, Chiang Kaï-shek se convertit au protestantisme méthodiste en 1929.

## Les années chinoises

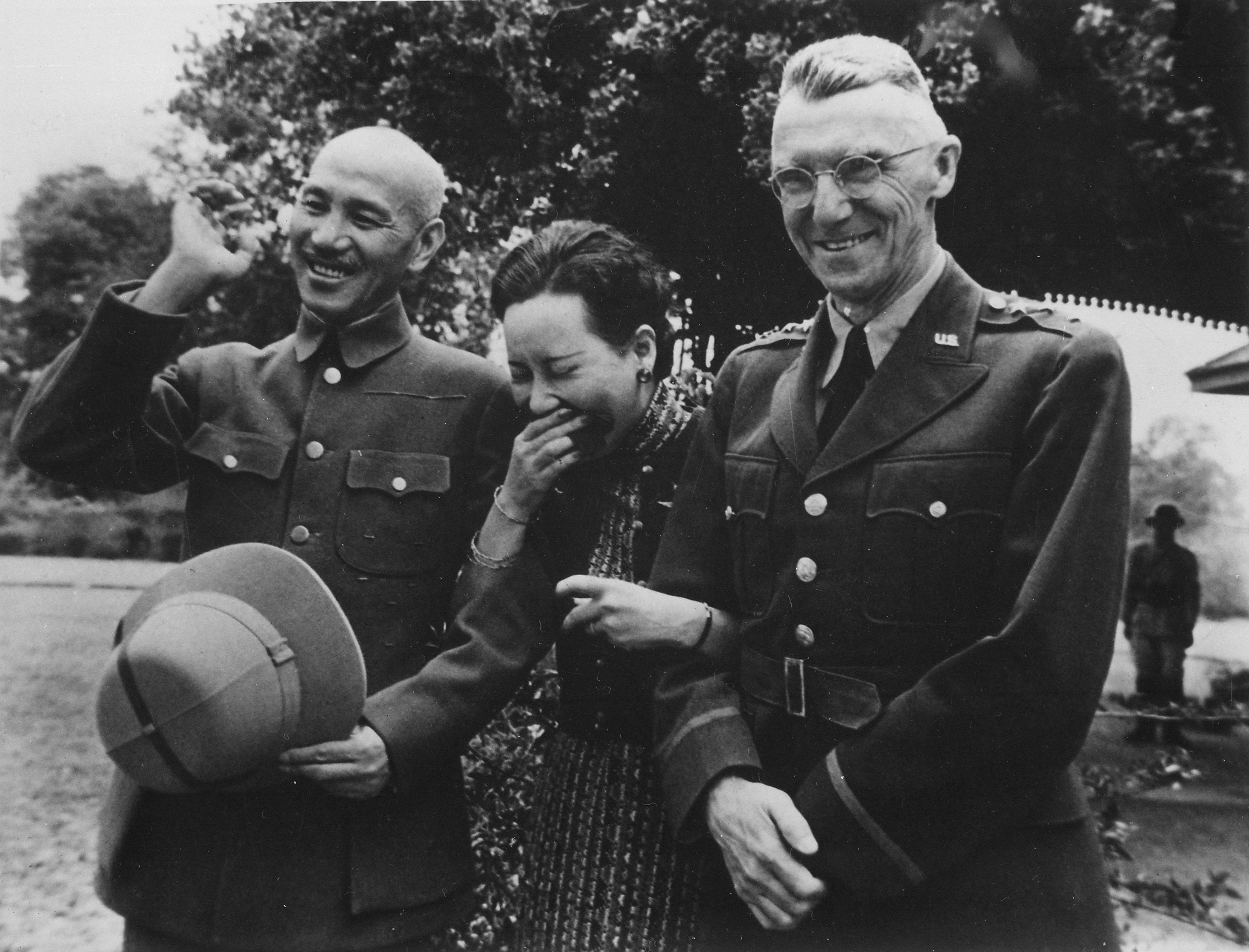
Song Meiling entre son mari Chiang Kaï-shek et le général Joseph Stilwell durant la guerre sino-japonaise, le 19 avril 1942.

Une fois mariée, Song Meiling se lance activement dans la politique. Elle est membre du Yuan législatif de 1930 à 1932. En 1932, elle devient secrétaire générale de la Commission aéronautique chinoise et en 1934, elle lance avec son mari le « Mouvement de la vie nouvelle » (新生活運動) anticapitaliste, basé sur le confucianisme et visant à réformer les maux de la société (corruption, opium...). Ne prenant pas en compte les besoins des plus modestes — la majorité de la population - il n’aura qu’un succès limité.
En décembre 1936, lors de la capture de Chiang Kaï-shek (incident de Xi'an), elle passe outre l’avis de la commission constituée par le KMT pour régler l’affaire, dont elle avait été exclue, qui préconise une intervention militaire. Elle se rend à Xi'an avec son frère Song Ziwen et un conseiller australien qui connait Zhang Xueliang, l'un des geôliers de son mari, afin de négocier une libération, finalement accordée (après consultation de Staline, semble-t-il). 
En 1937, son mari lui laisse le contrôle des forces aériennes, dont elle confie l'organisation au général Claire Lee Chennault, chef des Tigres volants. Le rôle de Meiling auprès de l’aviation est justifié par le fait que Chiang Kaï-shek compte beaucoup sur les États-Unis pour le développement de cette armée, et que sa femme est son intermédiaire indispensable pour les relations sino-américaines.
En 1938, dans le cadre du « Mouvement de la vie nouvelle », elle crée la Commission d’assistance au travail féminin. En janvier de cette même année, le couple Tchang fait la couverture de Time en tant que personnalités de l’année 1937.
Durant la Seconde Guerre mondiale, elle se démène pour persuader les Américains d’accorder un soutien plus important à la Chine, et pour donner à son mari une stature équivalente à celles de Roosevelt et Churchill. En février 1943, elle est pendant dix jours l’hôte du couple Roosevelt et plaide sa cause le 18 devant le Congrès. Elle fait ensuite une tournée de conférences aux États-Unis, qui attirent au total entre 25 000 et 30 000 personnes. Elle devient une célébrité et « fait la une » de nombreux magazines, dont encore une fois le Time sous le titre de « Madame Dragon ». Elle sert régulièrement d’interprète à son mari. F. Roosevelt dira plus tard qu’il ne gardait qu'un souvenir très vague de Chiang Kaï-shek, parce qu’il ne communiquait avec lui qu’à travers Song Meiling.
En 1945, elle devient membre du Comité central exécutif du Kuomintang. En 1948, devant la montée irrépressible des communistes, Chiang Kaï-shek se force à prendre des sanctions contre les éléments les plus corrompus du KMT et du gouvernement, qui sont en fait des membres des familles Song et Kong. Le frère de Meiling, entre autres, est visé ; mais elle s’interpose et fait cesser la répression, ce qui va précipiter la chute du Kuomintang[réf. nécessaire]. Cette année-là, elle part de nouveau en mission aux États-Unis pour solliciter de l’aide, mais la nature corrompue du gouvernement nationaliste est désormais connue et Harry Truman se montre peu enclin à agir. Selon Eleanor Roosevelt, Mme Chiang Kaï-shek « savait parler de la démocratie mais ne savait pas la vivre ». Elle rapporte qu’alors qu’elle lui avait demandé comment le gouvernement Kuomintang comptait faire face à une grève de mineurs, elle aurait mis la main à la gorge et mimé un égorgement[réf. nécessaire].

## Les années taïwanaises et la retraite américaine

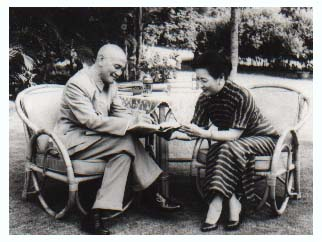
À Taiwan avec Chiang Kaï-shek en 1955.

En 1949, Soong May-ling suit son mari dans son repli à Taïwan. Sa sœur, Soong Ai-ling et son mari H. H. Kung prennent le chemin des États-Unis, tandis que Song Qingling reste en Chine. Elle continue durant vingt-cinq ans de soutenir son mari sur le plan national et de le représenter sur le plan international, sa fonction devenant plus lourde au fur et à mesure qu’il vieillit. Outre sa position au sein du Kuomintang, elle assure un certain nombre de fonctions. En 1950, elle est nommée présidente du conseil de l’université catholique Fu-Jen (輔仁大學) reconstituée près de Taipei. Elle est mécène du Comité international de la Croix-Rouge, présidente honoraire du Fonds britannique uni d’aide à la Chine et premier membre honoraire de la Société de commémoration de la constitution. 
Après la mort de Chiang Kaï-shek en 1975, Chiang Ching-kuo, fils de sa première épouse, lui succède au poste de président. Song Meiling et lui se sont souvent opposés dans le passé et elle décide de se retirer aux États-Unis dans la propriété que la famille Kong-Song possède à Lattingtown, Long Island. En 1979, à la suite de la reconnaissance de la république populaire de Chine par les États-Unis, elle écrit au président Carter pour lui demander de garder son soutien à la république de Chine (Taïwan).
À la mort de Song Qingling en 1981, l’ambassade de Chine lui fait parvenir une invitation à se rendre à Pékin pour ses obsèques, mais elle refuse pour des raisons politiques. Elle revient brièvement à Taïwan en 1986 pour les cérémonies du centenaire de son mari, puis de nouveau en 1988 à la mort de Chiang Ching-kuo, avec l’intention de reprendre pied dans le monde politique. Elle se veut la gardienne de la ligne orthodoxe du Kuomintang et s’oppose, entre autres, au renouvellement et à la taïwanisation des cadres. C’est un combat d’arrière-garde et Li Tenghui, incarnation de la nouvelle tendance, est élu président contre son avis. Elle prononce cette année-là son dernier discours officiel, La vieille garde et la relève (老幹與新枝).
Elle se retire définitivement aux États-Unis en 1991, emportant avec elle une centaine de bagages. Elle quitte en 1994 la trop grande et froide propriété de Long Island qu’elle vendra en 2000, et s’installe à Gracie Square dans le quartier Upper East Side de Manhattan. Elle retourne pour la dernière fois à Taïwan en 1994, au chevet de sa nièce Kong Lingwei (孔令偉) qui est mourante.
En 1995, une réception est donnée en son honneur au Capitole dans le cadre des célébrations entourant le 50e anniversaire de la fin de la Seconde Guerre mondiale. 
Lors de l'élection présidentielle taïwanaise de 2000, deux candidats principaux s’opposant au Parti démocrate progressiste (PDP), Lien Chan et James Soong (sans lien de parenté). Elle fait parvenir une lettre de soutien au premier, qui fait couler beaucoup d’encre dans la presse locale car beaucoup doutent de son authenticité, du fait de l’incertitude concernant l’état de son auteur, déjà plus que centenaire. 
Elle meurt en 2003 dans son appartement de Manhattan. Elle est enterrée au Ferncliff Cemetery à Hartsdale, où reposent d'autres membres de sa famille. Le transfert de ses restes à Tzuhu (慈湖), Tahsi (大溪), district de Taoyuan, aux côtés de ceux de Chiang Kaï-shek, est prévu mais toujours reporté. Le couple avait de toute façon exprimé le désir d’être enterré en Chine dès que la situation politique le permettrait.